# آرتور هارولد استون
آرتور هارولد استون (انگلیسی: Arthur Harold Stone؛ ۳۰ سپتامبر ۱۹۱۶ – ۶ اوت ۲۰۰۰) ریاضی‌دان بریتانیایی زاده لندن بود که در دانشگاه‌های منچستر و راچیستر غالباً در زمینه توپولوژی کار می‌کرد. همسر وی ریاضی‌دان آمریکایی، دوروتی ماهارام بود.